# Presidente Franco
Presidente Franco − miasto paragwajskie leżące w departamencie Górna Parana. Ludność miasta w ciągu dwudziestu lat wzrosła blisko czterokrotnie - od 12637 mieszkańców według spisu z 11 lipca 1982 do 47246 mieszkańców według spisu z dnia 28 sierpnia 2002.
Miasto jest siedzibą klubu piłkarskiego Cerro Porteño.